# Andrée Bordeaux-Le Pecq
 (mars 2014).
Andrée Bordeaux-Le Pecq (3 octobre 1910 à Laval - 5 janvier 1973 à Paris) est une artiste française, peintre, graveur et cartonnier de tapisseries.

## Biographie

### Famille
Originaire d'une famille angevine et bretonne, fille de Michel Le Pecq, née à Laval, Andrée Le Pecq termine ses études secondaires en Angleterre, d'où elle revient diplômée de l'université d'Oxford. Elle épouse en 1935 un jeune avocat originaire de Fougères et Saint-Malo, Jacques Bordeaux de Noyant, et vient habiter à Mayenne où elle crée un cours de dessin et de peinture. Son fils, Jean-Luc, naît en février 1937 à Laval.
La Seconde Guerre mondiale la frappe durement : exécution de son frère, le pilote de chasse Bernard Le Pecq, résistant entre Londres et la France, emprisonné par la Gestapo, puis fusillé à Paris en octobre 1943 ; captivité de son mari, Jacques Bordeaux de Noyant, parti à la guerre en décembre 1939 comme officier du Cadre noir de Saumur, blessé et prisonnier pendant cinq années, et, en 1944, soumis aux expériences des « médecins » nazis.
Sa jeune sœur, Françoise, elle aussi résistante, épousera plus tard le comte Stanislas de Villèle qui fit une belle carrière diplomatique dans diverses ambassades, dont celles de Rome, Le Caire et Mexico.

### L'artiste
En 1940, élève d'Othon Friesz à l'Académie de la Grande Chaumière, Andrée Bordeaux-Le Pecq est influencée par Jacques Villon, Léopold Survage et surtout, plus tard, Jean Bazaine.
Elle participe après guerre à de nombreuses expositions, et obtient ses premières récompenses en qualité de peintre, graveur sur cuivre et cartonnier. Sa carrière artistique s'affirme et de nombreuses expositions, tant à Paris qu'à l'étranger (Bruxelles, Munich, Vienne, Genève, Florence, Rome, Ankara, Madrid, Barcelone, Dublin, Mexico, Rio de Janeiro, Belo Horizonte, Sao Paulo, Bangkok, Tokyo, et près d'une dizaine de villes des États-Unis dont New York) consacrent le talent d'une artiste délicate et sensible, bien que virile par la force de l'expression. Elle est inspirée tout d'abord par le sud-est de la France, la Provence, mais surtout par les côtes de la Bretagne et de la Normandie. Elle participe au Salon des artistes français, au Salon d'automne et au salon de Nika-Kaï à Tokyo. On distingue trois périodes dans sa production : une période réaliste, une période géométrique-cubiste et une période « peintre de la mer » légèrement abstraite et très colorée.
On note à son actif de nombreuses décorations murales de groupes scolaires (laves volcaniques émaillées et tapisserie d'Aubusson), à Laval, Tours, Blois, Caen, Lisieux et Saint-Brieuc. Elle fonde le premier musée français d'art naïf (musée du Vieux-Château) à Laval, ville natale du Douanier Rousseau. Elle a aussi travaillé pour le mobilier national (manufacture de Beauvais), exécuté de nombreux cartons de tapisserie pour Felletin à Aubusson et illustré de nombreux livres. Pierre Restany, Henry Galy-Carles, Raymond Cogniat, Jean-Jacques Lévêque, René Deroudille, Jean-Clarence Lambert et Jean Cassou ont écrit sur elle.
Parmi ses œuvres peintes les plus marquantes, on peut citer de nombreuses natures mortes, des scènes portuaires, des scènes très colorées de pêche côtière, des paysages mexicains, des scènes de neige, des portraits, des vues de Saint-Tropez, de Saint-Malo, de Paris, etc. Ses œuvres sont présentes dans de nombreux musées, à Paris, Vienne, São Paulo, Téhéran, Reykjavik, Tel Aviv, Phoenix (Arizona), Mexico, Rio de Janeiro, Djakarta et Tokyo.

### Le salon "Comparaisons"
Elle devient sociétaire du salon de mai à Paris, et chargée de mission auprès de Jean Cassou, un des écrivains les plus influents sur l'art de l'époque, conservateur en chef du musée national d'art moderne et fondateur du musée d'art moderne de la ville de Paris (palais de Tokyo).
En 1954, Andrée Bordeaux-le-Pecq est l'une des deux fondatrices du salon Comparaisons dont elle est élue présidente l'année suivante. Elle y est entourée d'un comité constitué d'artistes : Jacques de la Villegle, Rodolphe Caillaux, un vice-président, Robert G. Schmidt, François Baboulet comme trésorier, André Sablé, Paul Braig, Jean-Pierre Alaux, Maurice Boitel, Henri Cadiou, Bernard Mougin, Isidore Isou, Georges Delplanque, Jean Feugereux, un autre vice-président.
Pour contrebalancer l'art officiel institutionnalisé par André Malraux, elle élabore une véritable politique internationale des arts plastiques libres en invitant notamment des groupes de peintres d'Allemagne fédérale, d'Autriche, du Japon, du Mexique, d'Iran à exposer au musée d'art moderne avec les peintres français. Obtenant une totale réciprocité, elle permet à des peintres figuratifs, abstraits lyriques et géométriques de se faire connaître et de vendre un grand nombre d'œuvres peintes en France, au Japon, au Mexique et aux États-Unis, notamment en étendant les « prix Air France » dans ces pays.
En 1964, pour fêter les dix ans du salon, elle organise une grande exposition présentant les tendances du moment au musée d'art moderne. L'exposition est introduite par Jean Cassou. Pierre Restany et Michel Seuphor sont invités à présenter une sélection d'artistes d'avant-garde parmi les plus significatifs du moment (nouveau réalisme, art expérimental, etc.). Christo, Yves Klein, Martial Raysse, Niki de Saint Phalle, Armand, Daniel Spoerri, Aristide Caillaud, Leonor Fini, Max Ernst, Vasarely, Seuphor, Serge Poliakoff, Henri Michaux, Yaacov Agam, etc. y exposent leurs œuvres. Pendant deux ou trois semaines, des files de visiteurs s'étirent jusqu'à la place d'Iéna — du jamais vu à cette époque à Paris.

### Décès
Andrée Bordeaux-le-Pecq meurt en janvier 1973 à Paris après un long combat contre des déficiences cardiaques.
Elle est inhumée au Cimetière de Vaufleury à Laval.

## Expositions

### Expositions personnelles
- Galerie Stiebel, 30 rue de Seine, Paris, novembre-décembre 1957[5],[6].
- Galerie Paul Ambroise, Paris[7].
- Claude Robert, commissaire-priseur à Paris, Hommage à Andrée Bordeaux-Le Pecq, Hôtel Drouot, Paris, 9 juin 1980[8].

### Expositions collectives
- Salon des amis des arts, Angers, Andrée Bordeaux-Le Pecq invitée d'honneur, février 1963.
- Le Pétrole vu par 100 peintres, Musée Galliera, Paris, 1959. Toile présentée : 1880... Lampes à pétrole.[9]
- 1er Salon Biarritz - San Sebastián : École de Paris, peinture, sculpture - Yvette Alde, André Beauce, Jehan Berjonneau, Louis Berthomme Saint-André, Maurice Boitel, Andrée Bordeaux-Le Pecq, Roland Bierge, Rodolphe Caillaux, Jack Chambrin, Jean Cluseau-Lanauve, Paul Collomb, Jean-Joseph Crotti, Gen Paul, Antonio Guansé, Henri Hayden, Franck Innocent, Daniel du Janerand, Adrienne Jouclard, Jean Joyet, Georges-André Klein, Germaine Lacaze, André La Vernède, Robert Lotiron, Marcel Mouly, Jean Navarre, Roland Oudot, Maurice Verdier, Henry de Waroquier…, Musée San Telmo, Saint-Sébastien (Espagne) et Casino Bellevue, Biarritz, juillet-septembre 1965[10].
- Bateaux ivres, bateaux bleus - Pierre Alechinsky, Raymond Moretti, Édouard Goerg, André Planson, Andrée Bordeaux-Le Pecq, Maurice Verdier, Carlos-Reymond, Centre Cristel éditeur d'art, Saint-Malo, décembre 2018 - janvier 2019[11].

## Réception critique
« Voilà de l'art complet, je veux dire que ces paysages de Bretagne, où le figuratif voisine souvent l'abstrait, sont à la fois solidement charpentés et profondément sentis. Et quelle hardiesse dans ne choix des tons rares ne versant jamais dans la préciosité. Ces toiles, lentement, patiemment amenées à leur point de tendre épanouissement, sont un enchantement constant. »

— Henri Héraut

« Sa perspective linéaire est classique, mais elle morcelle les formes de manière à donner l'impression d'un échafaudage entourant un édifice achevé. La variété des couleurs, dans ses tableaux, évoque plus un sentiment de bigarrure que de gaieté. Les objets sont parfois difficiles à identifier. Elle peint à l'atelier en s'inspirant d'aquarelles exécutées sur nature. »

— Revue Connaissance des arts

« À la suite d'Othon Friesz, cette Bretonne très attachée à son terroir celte s'initia à l'art classique et réaliste. Première période raisonnable et studieuse. Puis la découverte de Jacques Villon entraîna Andrée Bordeaux-Le Pecq dans l'aventure cubiste : elle se plia à une rigoureuse construction géométrique, fractionnant les formes, sans jamais abandonner le sens du réel ni le dessin figuratif. Loin de dévier vers l'abstraction, la manière de l'artiste s'est ensuite transformée dans une synthèse de coloriste qui devait dominer les dernières années de son œuvre. »

— Françoise de Perthuis

« À l'inverse de la plus grande partie des peintres de sa génération qui ont livré du cubisme une leçon qui aboutirait à une abstraction froide et rituelle, Bordeaux-Le Pecq a médité le cubisme et y a cherché une ouverture qui l'amènerait à une nouvelle conception de la figuration. C'est cette prise de conscience qui l'a conduite à imposer à son œuvre le souci d'une construction à la fois rigoureuse et sensible. »

— Jean-Clarence Lambert

« Ce qui frappe dès le prime abord dans le tempérament de Bordeaux-Le Pecq, c'est un air de franchise et de liberté. Cette artiste est ouverte aux impressions de la nature, toujours disposée à en accueillir l'immédiate et simple véhémence. Et comme elle est très peintre, très coloriste, elle sait qu'aux impressions directes doivent succéder les élaborations sur la toile, et c'est alors que commence ce qui pour sa conscience d'artiste est l'essentiel : la mise en œuvre de ces impressions, leur organisation ou désorganisation pour obtenir une image neuve singulière, et si distante du spectacle initial qu'elle rejoint les confins de l'abstrait. »

— Jean Cassou

« Une œuvre de coloriste sachant trier et organiser ses impressions pour aboutir à une composition qui, sous l'ordonnance, garde fraîche la sensation éprouvée devant un coin de nature. »

— Gérald Schurr

## Collections publiques
- Musée-château de Dieppe, Bateaux dans un port, chantier naval, huile sur toile.

## Collections privées
- Jef Friboulet, Yport, deux lithographies[14].

## Livres illustrés
- Théophile Briant, Les pierres m'ont dit, Paris, Librairie celtique, 1955, 24 gravures au burin.
- Henri Louis-Mill, Histoire sans tendresse, Éditions de Navarre, Collection du Blason, Paris, 1956, gravures en taille douce.
- Grazia Deledda, Les Tentations, éditions Rombaldi, coll. « Prix Nobel », 1968, gouaches.
- Œuvres de Joseph Kessel[15], en 12 volumes, Paris, Lidis, 1964-1966, gouaches.